# Clasificación de UEFA para la Copa Mundial de Fútbol de 1958
La Clasificación de UEFA para la Copa Mundial de Fútbol de 1958 contó con la participación de 27 selecciones divididas en nueve grupos de tres equipos cada uno para definir a nueve clasificados a la Copa Mundial de Fútbol de 1958 a celebrarse en Suecia. Islandia y Unión Soviética participaron por primera vez en una eliminatoria mundialista.

## Grupos

### Grupo 1
| Pos. | Equipo     | Pts. | PJ | G | E | P | GF | GC | Dif. | Clasificación             |     | ENG | IRL | DEN |
| ---- | ---------- | ---- | -- | - | - | - | -- | -- | ---- | ------------------------- | --- | --- | --- | --- |
| 1    | Inglaterra | 10   | 4  | 3 | 1 | 0 | 15 | 5  | +10  | Clasificado a Suecia 1958 |     | —   | 5–1 | 5–2 |
| 2    | Irlanda    | 7    | 4  | 2 | 1 | 1 | 6  | 7  | −1   |                           |     | 1–1 | —   | 2–1 |
| 3    | Dinamarca  | 0    | 4  | 0 | 0 | 4 | 4  | 13 | −9   |                           | 1–4 | 0–2 | —   |     |

 Fuente: FIFA

### Grupo 2
| Pos. | Equipo   | Pts. | PJ | G | E | P | GF | GC | Dif. | Clasificación             |     | FRA | BEL | ISL |
| ---- | -------- | ---- | -- | - | - | - | -- | -- | ---- | ------------------------- | --- | --- | --- | --- |
| 1    | Francia  | 10   | 4  | 3 | 1 | 0 | 19 | 4  | +15  | Clasificado a Suecia 1958 |     | —   | 6–3 | 8–0 |
| 2    | Bélgica  | 7    | 4  | 2 | 1 | 1 | 16 | 11 | +5   |                           |     | 0–0 | —   | 8–3 |
| 3    | Islandia | 0    | 4  | 0 | 0 | 4 | 6  | 26 | −20  |                           | 1–5 | 2–5 | —   |     |

 Fuente: FIFA

### Grupo 3
| Pos. | Equipo   | Pts. | PJ | G | E | P | GF | GC | Dif. | Clasificación             |     | HUN | BUL | NOR |
| ---- | -------- | ---- | -- | - | - | - | -- | -- | ---- | ------------------------- | --- | --- | --- | --- |
| 1    | Hungría  | 9    | 4  | 3 | 0 | 1 | 12 | 4  | +8   | Clasificado a Suecia 1958 |     | —   | 4–1 | 5–0 |
| 2    | Bulgaria | 6    | 4  | 2 | 0 | 2 | 11 | 7  | +4   |                           |     | 1–2 | —   | 7–0 |
| 3    | Noruega  | 3    | 4  | 1 | 0 | 3 | 3  | 15 | −12  |                           | 2–1 | 1–2 | —   |     |

 Fuente: FIFA

### Grupo 4
| Pos. | Equipo               | Pts. | PJ | G | E | P | GF | GC | Dif. | Clasificación             |  | TCH | WAL | GDR |
| ---- | -------------------- | ---- | -- | - | - | - | -- | -- | ---- | ------------------------- |  | --- | --- | --- |
| 1    | Checoslovaquia       | 9    | 4  | 3 | 0 | 1 | 9  | 3  | +6   | Clasificado a Suecia 1958 |  | —   | 2–0 | 3–1 |
| 2    | Gales                | 6    | 4  | 2 | 0 | 2 | 6  | 5  | +1   | Repesca Intercontinental  |  | 1–0 | —   | 4–1 |
| 3    | Alemania Democrática | 3    | 4  | 1 | 0 | 3 | 5  | 12 | −7   |                           |  | 1–4 | 2–1 | —   |

 Fuente: FIFA

### Grupo 5
| Pos. | Equipo       | Pts. | PJ | G | E | P | GF | GC | Dif. | Clasificación             |     | AUT | NED | LUX |
| ---- | ------------ | ---- | -- | - | - | - | -- | -- | ---- | ------------------------- | --- | --- | --- | --- |
| 1    | Austria      | 10   | 4  | 3 | 1 | 0 | 14 | 3  | +11  | Clasificado a Suecia 1958 |     | —   | 3–2 | 7–0 |
| 2    | Países Bajos | 7    | 4  | 2 | 1 | 1 | 12 | 7  | +5   |                           |     | 1–1 | —   | 4–1 |
| 3    | Luxemburgo   | 0    | 4  | 0 | 0 | 4 | 3  | 19 | −16  |                           | 0–3 | 2–5 | —   |     |

 Fuente: FIFA

### Grupo 6
| Pos. | Equipo          | Pts. | PJ | G | E | P | GF | GC | Dif. | Clasificación             |      | URS | POL | FIN |
| ---- | --------------- | ---- | -- | - | - | - | -- | -- | ---- | ------------------------- | ---- | --- | --- | --- |
| 1    | Unión Soviética | 9    | 4  | 3 | 0 | 1 | 16 | 3  | +13  | Clasificado a Suecia 1958 |      | —   | 3–0 | 2–1 |
| 2    | Polonia         | 9    | 4  | 3 | 0 | 1 | 9  | 5  | +4   |                           |      | 2–1 | —   | 4–0 |
| 3    | Finlandia       | 0    | 4  | 0 | 0 | 4 | 2  | 19 | −17  |                           | 0–10 | 1–3 | —   |     |

 Fuente: FIFA
Notas:
1. 1 2  Como Unión Soviética y Polonia terminaron empatados en puntos, se jugaría un partido de play-off en sede neutral para definir al ganador del grupo. Unión Soviética ganó el partido por marcador de 2–0.

### Grupo 7
| Pos. | Equipo     | Pts. | PJ | G | E | P | GF | GC | Dif. | Clasificación             |     | YUG | ROU | GRE |
| ---- | ---------- | ---- | -- | - | - | - | -- | -- | ---- | ------------------------- | --- | --- | --- | --- |
| 1    | Yugoslavia | 8    | 4  | 2 | 2 | 0 | 7  | 2  | +5   | Clasificado a Suecia 1958 |     | —   | 2–0 | 4–1 |
| 2    | Rumania    | 7    | 4  | 2 | 1 | 1 | 6  | 4  | +2   |                           |     | 1–1 | —   | 3–0 |
| 3    | Grecia     | 1    | 4  | 0 | 1 | 3 | 2  | 9  | −7   |                           | 0–0 | 1–2 | —   |     |

 Fuente: FIFA

### Grupo 8
| Pos. | Equipo            | Pts. | PJ | G | E | P | GF | GC | Dif. | Clasificación             |     | NIR | ITA | POR |
| ---- | ----------------- | ---- | -- | - | - | - | -- | -- | ---- | ------------------------- | --- | --- | --- | --- |
| 1    | Irlanda del Norte | 7    | 4  | 2 | 1 | 1 | 6  | 3  | +3   | Clasificado a Suecia 1958 |     | —   | 2–1 | 3–0 |
| 2    | Italia            | 6    | 4  | 2 | 0 | 2 | 5  | 5  | 0    |                           |     | 1–0 | —   | 3–0 |
| 3    | Portugal          | 4    | 4  | 1 | 1 | 2 | 4  | 7  | −3   |                           | 1–1 | 3–0 | —   |     |

 Fuente: FIFA

### Grupo 9
| Pos. | Equipo  | Pts. | PJ | G | E | P | GF | GC | Dif. | Clasificación             |     | SCO | ESP | SUI |
| ---- | ------- | ---- | -- | - | - | - | -- | -- | ---- | ------------------------- | --- | --- | --- | --- |
| 1    | Escocia | 9    | 4  | 3 | 0 | 1 | 10 | 9  | +1   | Clasificado a Suecia 1958 |     | —   | 4–2 | 3–2 |
| 2    | España  | 7    | 4  | 2 | 1 | 1 | 12 | 8  | +4   |                           |     | 4–1 | —   | 2–2 |
| 3    | Suiza   | 1    | 4  | 0 | 1 | 3 | 6  | 11 | −5   |                           | 1–2 | 1–4 | —   |     |

 Fuente: FIFA

## Repesca Intercontinental
| Equipo 1 | Agr. | Equipo 2 | Ida | Vuelta |
| -------- | ---- | -------- | --- | ------ |
| Israel   | 0-4  | Gales    | 0-2 | 0-2    |